# Kỳ Trinh
Kỳ Trinh là một phường thuộc thị xã Kỳ Anh, tỉnh Hà Tĩnh, Việt Nam.

## Địa lý
Phường Kỳ Trinh nằm ở trung tâm thị xã Kỳ Anh, có vị trí địa lý:
- Phía đông giáp phường Kỳ Thịnh
- Phía tây giáp phường Hưng Trí
- Phía nam giáp huyện Kỳ Anh và tỉnh Quảng Bình
- Phía bắc giáp xã Kỳ Hà và xã Kỳ Lợi.

Phường Kỳ Trinh có diện tích 47,95 km², dân số năm 2024 là 16.717 người, mật độ dân số đạt 348 người/km².

## Lịch sử
Trước đây, xã Kỳ Trinh thuộc huyện Kỳ Anh.
Ngày 8 tháng 9 năm 1986, Hội đồng Bộ trưởng ban hành Quyết định số 105-HĐBT về việc thành lập thị trấn Kỳ Anh trên cơ sở điều chỉnh 15 ha diện tích tự nhiên và 210 người của xã Kỳ Trinh.
Sau khi điều chỉnh địa giới hành chính, xã Kỳ Trinh còn lại 4.755 ha diện tích tự nhiên và 3.650 người.
Ngày 10 tháng 4 năm 2015, Ủy ban Thường vụ Quốc hội ban hành Nghị quyết số 903/NQ-UBTVQH13 về việc:
- Thành lập thị xã Kỳ Anh thuộc tỉnh Hà Tĩnh trên cơ sở một phần diện tích và dân số của huyện Kỳ Anh.
- Thành lập phường Kỳ Trinh thuộc thị xã Kỳ Anh trên cơ sở toàn bộ 4.748,16 ha diện tích tự nhiên và 5.904 người của xã Kỳ Trinh.

## Giao thông
Trên địa bàn phường có Quốc lộ 1 đi qua.